# Zornik
Zornik is een Belgische rockband rond zanger Koen Buyse. Ze hebben verschillende radiohits, dertien TMF Awards, één platina album en drie gouden albums op hun naam staan en stonden driemaal op Rock Werchter. De band is vooral in eigen land bekend maar wint ook aan bekendheid in Scandinavië. De band laste in 2009 een pauze in, maar kwam nadien terug met enkele albums en optredens op kleinere festivals en concertarena's.

## Samenstelling
De band bestaat uit vijf leden:
- Tom Barbier (gitaar en keyboards)
- Davy Deckmijn (drums)
- Bas Remans (bas)
- Koen Buyse (zang, gitaar, keyboards)
- Pedro Gordts (keyboard)

Voormalige leden zijn:
- Kristof Vanduren (bas; verliet Zornik in 2003)
- Marijn Horemans (drums)
- Bart van Lierde (bas; vervanger van Kristof Vanduren)

## Geschiedenis
In 1999 richtte Koen Buyse de rockband Zornik Breknov op.
Onder de naam Zornik Breknov nam de band in 2000 deel aan Humo's Rock Rally. Daar haalden ze de finale samen met Mintzkov Luna (winnaar), Admiral Freebee (tweede plaats), Venus In Flames (derde plaats), Mint, Cranc, Phillibustas, Little, Driver en Spaceman Spiff. Niet lang na de Rock Rally kortte men de naam van de band af naar het huidige Zornik, omdat het (volgens de pers) te moeilijk uit te spreken was.
In 2001 bood EMI in België hen aan om enkele demo's op te nemen, nadat ze van Zornik hadden gehoord op de Humo Rock Rally. Begin 2001 debuteerde de band met de single Love Affair. Hiervan kwam in het voorjaar van 2001 een videoclip uit die, vooral op TMF, veel werd gedraaid. Love Affair werd gevolgd door It's so Unreal waarmee de band doorbrak. In de videoclip behorende bij dit nummer waarin actrices Ann Ceurvels, Pascale Bal en Leah Thijs te zien waren. In oktober van datzelfde jaar ontving Zornik de TMF Award voor de meest belovende band. Enkele maanden later kregen ze nog 3 prijzen: beste rockgroep, beste single en beste video.
In het begin van 2002 kwam een derde nummer, Hey Girl.Het stond wekenlang op nummer 1 van De Afrekening (Studio Brussel) en kreeg vele positieve kritieken van de pers. In februari 2002 kwam het eerste album uit: The Place Where You Will Find Us. Het album werd door zanger Koen Buyse zelf geproduceerd. Buyse wilde testen of hij het aankon om zelf te produceren. Die zomer was de band te zien op diverse festivals waaronder Rock Werchter. Dat jaar ontvingen ze de TMF Award voor Beste rock-band.
Begin 2004 presenteerde Zornik haar nieuwste single, Scared of Yourself met een bijhorende videoclip, waar Koen Buyse zich als vrouw verkleedde. In april 2004 kwam een nieuw album uit, One-armed Bandit, opgenomen in Malta. Daarna volgde direct de single You Move Me dat hoog in de nationale hitlijsten terechtkwam. In de zomer van 2004 speelden ze op diverse grote festivals zoals Marktrock, Rock Werchter, Eurorock, Pukkelpop en Suikerrock. Zornik was de eerste grote Belgische band die op Rock Werchter stond. Bij de uitreiking van de TMF Awards 2004 ontvingen ze de prijs voor de Beste rock en werd de videoclip van het nummer Scared Of Yourself beloond met de prijs Beste clip.
In april 2005 werd Zornik uitgeroepen tot meest gevraagde artiest van België (bron: zie onderaan pagina). In augustus kwam de single I Feel Alright uit. In september verscheen het derde album, Alien Sweetheart gevolgd door de single Keep Me Down van het nieuwe album. Bij de TMF Awards ontving Zornik de prijs voor Beste rock.
In januari 2006 begon Zornik met een nieuwe tournee, All Strings Attached, vanwege de vele strijkers die hen vergezelden. In maart werd het Zornik-nummer Scared of Yourself gecoverd door de Slowaakse Martina Schindler. Het werd een hit in de Slowaakse hitparade.
Op 13 april 2007 kwam het vierde nieuwe album uit: Crosses. Ook dit album werd opgenomen in Malta en werd geproduceerd door Koen Buyse en bassist Bas Remans. Van dit album werden verschillende singles uitgebracht met elk een videoclip: Black Hope Shot Down, The Backseat, Get Whatever You Want en Go/No. Black Hope Shot Down werd geschreven nadat Koen een documentaire had gezien over een zwarte die werd neergeschoten omdat hij naar een blank meisje keek. Op 27 april 2007 gaf Zornik een concert in een uitverkochte Lotto Arena. Dit was het eerste concert in een grote zaal. Van het concert is de dvd Arena 2007 uitgebracht. Datzelfde jaar speelde Zornik weer op de Main Stage van Werchter.
In 2008 was Zornik te zien op vele zomerfestivals, waaronder Werchter Boutique, de gezinsvriendelijke versie van Werchter, Pukema Rock, Crammerock en Suikerrock. Naar aanleiding van het 4 miljoen minuten durend bestaan van de band op 14 november 2008 en de talloze prijzen die ze in deze periode in de wacht hebben weten te slepen organiseerde Zornik op 6 december 2008 in de Ethias Arena in Hasselt het concert 4.000.000 minutes of Zornik. Dit is tevens de naam van de single (6 oktober 2008) en het verzamelalbum (dubbel cd-dvd) dat op 14 november 2008 uitkwam. De band heeft een pauze ingelast en kwam in 2010 weer terug met een nieuw album.
De nieuwe single van Zornik werd op 19 mei 2010 op Studio Brussel bekendgemaakt en heet Walk. Het is de voorbode van de nieuwe plaat die in het najaar zal verschijnen.
Op 7 januari 2011 was Zornik een van de winnaars van de MIA's van 2010. De groep behaalde de MIA voor "Beste Videoclip" met 'The Enemy', geregisseerd door Inti Calfat.
Op 29 oktober 2011 gaf Zornik een concert getiteld '10 Years of Zornik' in de Ancienne Belgique in Brussel.
Op 13 november 2011 bevestigde Zornik in hun nieuwsbrief dat ze in 2012 opnieuw een nieuwe plaat zullen uitbrengen. Deze plaat kreeg de titel Less > More en werd gevolgd door een gelijknamige theatertournee. 
In september 2015 kwam het album Blinded By The Diamonds uit.
Naar aanleiding van hun 20-jarig bestaan, trad de band in 2021 en 2022 op met hun 20 populairste singles. Ze stonden op het podium onder andere in de Ancienne Belgique, Trix en in 2022 op festivals Rock Ternat, Live is live, Parkpop Oostkamp, Casa Blanca, Beleuvenissen en Frietrock. 

## Discografie

### Albums
| Album met hitnotering(en) in de Vlaamse Ultratop 200 albums | Datum van verschijnen | Datum van binnenkomst | Hoogste positie | Aantal weken | Opmerkingen   |
| ----------------------------------------------------------- | --------------------- | --------------------- | --------------- | ------------ | ------------- |
| The place where you will find us                            | 08-02-2002            | 16-02-2002            | 1(2wk)          | 20           |               |
| One-armed bandit                                            | 27-02-2004            | 06-03-2004            | 1(1wk)          | 45           |               |
| Alien sweetheart                                            | 26-09-2005            | 08-10-2005            | 3               | 20           |               |
| Crosses                                                     | 13-04-2007            | 21-04-2007            | 3               | 35           |               |
| 4.000.000 minutes of Zornik                                 | 14-11-2008            | 22-11-2008            | 8               | 16           | Verzamelalbum |
| Satisfaction kills desire                                   | 08-10-2010            | 16-10-2010            | 5               | 11           |               |
| The best of Zornik                                          | 14-10-2011            | 22-10-2011            | 40              | 5            | Verzamelalbum |
| Less > more                                                 | 08-10-2012            | 13-10-2012            | 11              | 13           |               |
| Blinded by the diamonds                                     | 04-09-2015            | 12-09-2015            | 21              | 8            |               |

### Singles
| Single met hitnotering(en) in de Vlaamse Ultratop 50 | Datum van verschijnen | Datum van binnenkomst | Hoogste positie | Aantal weken | Opmerkingen                 |
| ---------------------------------------------------- | --------------------- | --------------------- | --------------- | ------------ | --------------------------- |
| Love affair                                          | 2001                  | 14-04-2001            | tip15           | -            |                             |
| Hey girl                                             | 2002                  | 05-01-2002            | tip8            | -            |                             |
| Goodbye                                              | 2004                  | 13-03-2004            | tip2            | -            |                             |
| Scared of yourself                                   | 2004                  | 05-06-2004            | tip8            | -            |                             |
| Scared of yourself                                   | 2005                  | 09-04-2005            | 3               | 13           | Peter Luts Remix            |
| I feel alright                                       | 29-08-2005            | 10-09-2005            | 38              | 2            | Nr. 27 in de Radio 2 Top 30 |
| Keep me down                                         | 05-12-2005            | 10-12-2005            | tip6            | -            |                             |
| Black hope shot down                                 | 24-03-2007            | 28-04-2007            | 21              | 9            |                             |
| The backseat                                         | 09-07-2007            | 14-07-2007            | tip4            | -            |                             |
| Get whatever you want                                | 28-09-2007            | 24-11-2007            | tip18           | -            |                             |
| 4 million minutes                                    | 06-10-2008            | 22-11-2008            | 28              | 6            |                             |
| Walk                                                 | 19-05-2010            | 29-05-2010            | tip13           | -            |                             |
| The enemy                                            | 06-09-2010            | 02-10-2010            | tip9            | -            |                             |
| Pin me down                                          | 07-03-2011            | 02-04-2011            | tip29           | -            |                             |
| Running after you                                    | 19-09-2011            | 22-10-2011            | tip23           | -            |                             |
| Smiling in the sun                                   | 2012                  | 15-09-2012            | tip24           | -            |                             |
| In a while                                           | 2013                  | 09-03-2013            | tip79           | -            |                             |
| My friend my stranger                                | 29-05-2015            | 06-06-2015            | tip40           | -            |                             |
| Home                                                 | 2015                  | 05-09-2015            | tip77           | -            |                             |

### Dvd's
- Arena 2007, 1 november 2007, Capitol